# Lakatnik Point

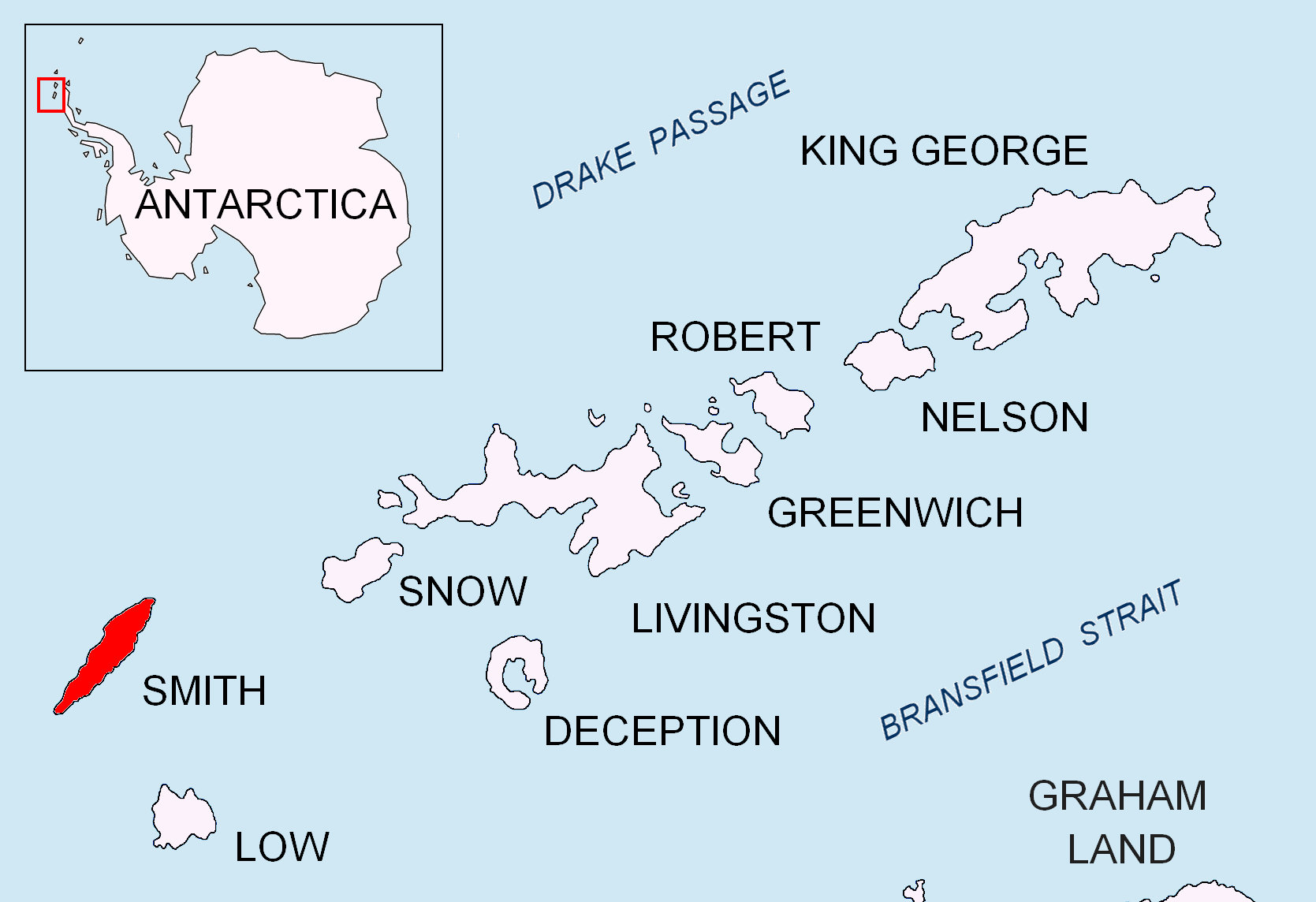
Localizzazione dell'Isola Smith, nelle Isole Shetland Meridionali.

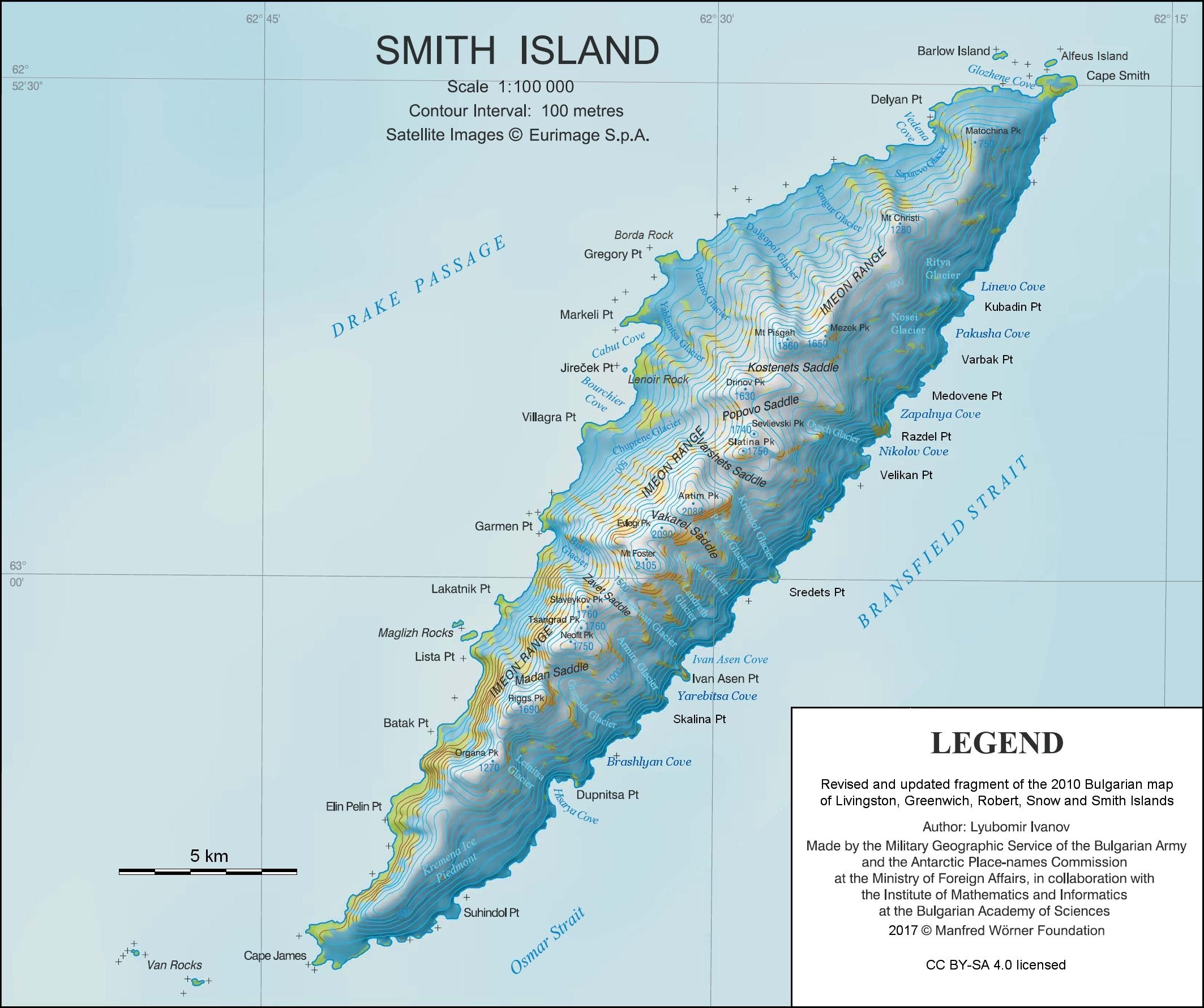
Mappa topografica dell'Isola Smith. Lakatnik Point si trova nella parte centrale dell'immagine, sulla costa occidentale dell'isola.

Lakatnik Point (in lingua bulgara: нос Лакатник, Nos Lakatnik) è una punta rocciosa situata nella costa nordoccidentale dell'Isola Smith, nelle Isole Shetland Meridionali, in Antartide.

## Localizzazione
Lakatnik Point è localizzata alle coordinate 63°00′30″S 62°37′18″W; è situata 1,6 km a nord-nordest di Lista Point, 11 km a nord-nordest di Capo James, 2,66 km a sudovest di Garmen Point e 22 km a sudovest di Capo Smith. È formata da una diramazione del Neofit Peak.
Mappatura preliminare bulgara nel 2009.

## Denominazione
La denominazione è stata assegnata dalla Commissione bulgara per i toponimi antartici in riferimento alla città bulgara di Lakatnik, situata nella parte occidentale della Bulgaria.

## Mappe
- Chart of South Shetland including Coronation Island, &c. from the exploration of the sloop Dove in the years 1821 and 1822 by George Powell Commander of the same. Scale ca. 1:200000. London: Laurie, 1822.
- L.L. Ivanov. Antarctica: Livingston Island and Greenwich, Robert, Snow and Smith Islands. Scale 1:120000 topographic map. Troyan: Manfred Wörner Foundation, 2010. ISBN 978-954-92032-9-5 (First edition 2009. ISBN 978-954-92032-6-4)
- South Shetland Islands: Smith and Low Islands. Scale 1:150000 topographic map No. 13677. British Antarctic Survey, 2009.
- Antarctic Digital Database (ADD). Scale 1:250000 topographic map of Antarctica. Scientific Committee on Antarctic Research (SCAR). Since 1993, regularly upgraded and updated.
- L.L. Ivanov. Antarctica: Livingston Island and Smith Island. Scale 1:100000 topographic map. Manfred Wörner Foundation, 2017. ISBN 978-619-90008-3-0